# Сензуалност
Сензуалност је експлицитно изражавање задовољства, гратификације или сексуалне потребе  кроз чула. Појам се односи и на заводљивост и еротску привлачност особе.